# Monica van Tagaste

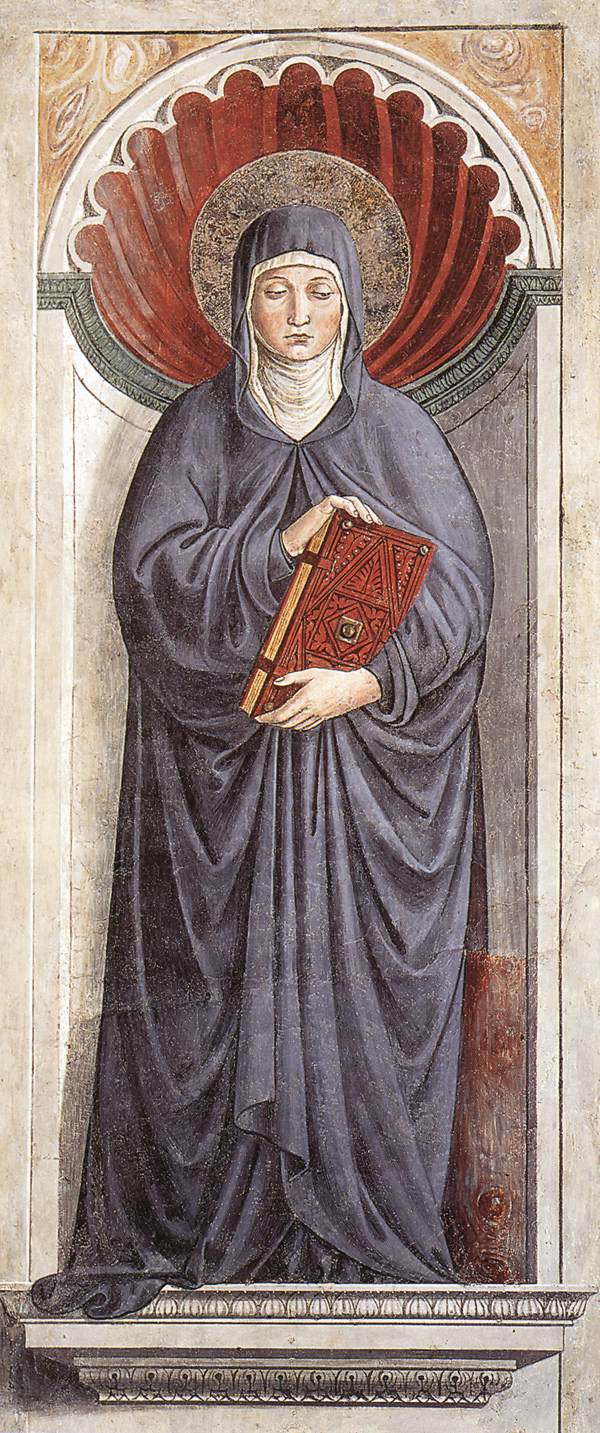
Sint Monica

Monica van Tagaste of van Hippo (Thagaste, ca. 333 – Ostia, oktober 387) is een christelijke heilige, de moeder van Augustinus van Hippo.

## Huiselijk geweld
Monica werd in Thagaste geboren in een Numidisch gezin. Ze werd christelijk opgevoed en trouwde een oudere, Romeinse heidense man met de naam Patricius. Hij was een man met veel energie, maar ook driftig en overspelig. Volgens Augustinus sloeg hij Monica vaak. Ook haar Romeinse schoonmoeder keerde zich tegen haar en veroorzaakte vele problemen.
Monica daarentegen ging dagelijks naar de kerk en probeerde geduldig te zijn. Zij zei vaak tegen andere vrouwen die slechte huwelijken hadden: "Als je je tong in bedwang kunt houden, wordt niet alleen de kans om geslagen te worden minder, maar kun je misschien uiteindelijk je man verbeteren." Uiteindelijk lukte het haar om haar schoonmoeder voor zich te winnen, de agressie van haar man te kalmeren en hem zelfs te bekeren tot het christendom.

## Tranen
Monica had drie kinderen. Augustinus maakte haar erg blij met zijn succes als leerling en later leraar, maar ze was niet zo blij met zijn losbandigheid. Haar zoon leefde met zijn maîtresse en was aanhanger van het manicheïsme. Zij vroeg een bisschop om in gesprek te gaan met Augustinus om hem zo van het manicheïsme af te brengen. Deze bisschop weigerde echter. Toen Monica bleef aandringen verzuchtte hij: "Het is onmogelijk dat zoveel tranen om een zoon voor niets zijn." Op haar aandringen stuurde Augustinus zijn maîtresse weg. Zijn zoon, Adeodatus, bleef bij hem en werd opgevoed door Monica, zijn oma. Met de vrouw die Monica vervolgens voor Augustinus uitzocht, kwam het nooit tot een huwelijk omdat Augustinus tegelijk met zijn bekering ook voor het celibaat koos. Augustinus werd overtuigd christen en liet zich op 33-jarige leeftijd door Ambrosius dopen, zoals te lezen is in zijn Bekentenissen.
Toen haar man overleden was, ging Monica bij Augustinus in Italië wonen, waar ze, in Milaan, zeer onder de indruk raakte van bisschop Ambrosius. Toen ze na Augustinus' doop met hem onderweg was terug naar Thagaste, overleed ze op ongeveer 55-jarige leeftijd in Ostia. Haar  laatste rustplaats heeft ze na een aantal omzwervingen gevonden in de Basilica di Sant'Agostino in Rome. 
De feestdag van de heilige Monica valt op 4 mei in de Orthodoxe Kerk. Sinds 1969 wordt haar feestdag in de Rooms-Katholieke en de Anglicaanse Kerk gevierd op 27 augustus. Zij is de beschermheilige van vrouwen en moeders en van slachtoffers van huiselijk geweld. In 1934 werd in Utrecht de orde opgericht van de Zusters Augustinessen van Sint-Monica. Vooral onder invloed van de Augustinessen die als gasthuiszusters, zwartzusters en in de kraamzorg actief waren werd haar naam populair in de Nederlanden.